# ليلي إلبه
ليلي إلسي إلفينس (بالدنماركية: Lili Ilse Elvenes)‏(ولدت في 28 ديسمبر 1882 –
ماتت في 13 ديسمبر 1931) المعروفة باسم ليلي إلبه (بالدنماركية: Lili Elbe)‏، هي امرأة دنماركية متحولة جنسياً وواحدة من أوائل من قام بجراحة إعادة تحديد الجنس. ولدت إلبي باسم أينار ماغنوس أندرياس فيغينر (بالدنماركية: Einar Magnus Andreas Wegener)‏، وكانت رسامًا ناجحًا تحت هذا الاسم. خلال هذا الوقت قدمت أعمالها أيضا تحت اسم ليلي وتم تقديمها علنا كأخت أينار. بعد التحول بنجاح في عام 1930، غيرت اسمها القانوني إلى ليلي إلسي إلفينس وتوقفت عن الرسم. أعطيت اسم ليلي إلبه من قبل الصحفية لويز لاسينفي في كوبنهاغن. ماتت إلبه من مضاعفات تتعلق بزراعة الرحم. تم نشر سيرتها الذاتية، «من رجل إلى امرأة»، بعد وفاتها في عام 1933.

## النشأة
يعتقد عموما أن إلبه ولدت في عام 1882، في فايله، في الدنمارك. يتم ذكر سنة ولادتها في بعض الأحيان عام 1886، والتي يبدو أنها من كتاب يتحدث عنها والذي غير بعض الحقائق لحماية هويات الأشخاص المعنيين فيه. تشير الوقائع حول حياة غيردا فيغنير وهي زوجة إلبه (لما كانت لاتزال رجلا) إلى أن تاريخ 1882 صحيح، حيث تزوجا أثناء وجودهما في الكلية عام 1904، سيكون قد كان عمرها 18 فقط إذا كان تاريخ 1886 صحيحًا.

## الزواج وعرض الأزياء

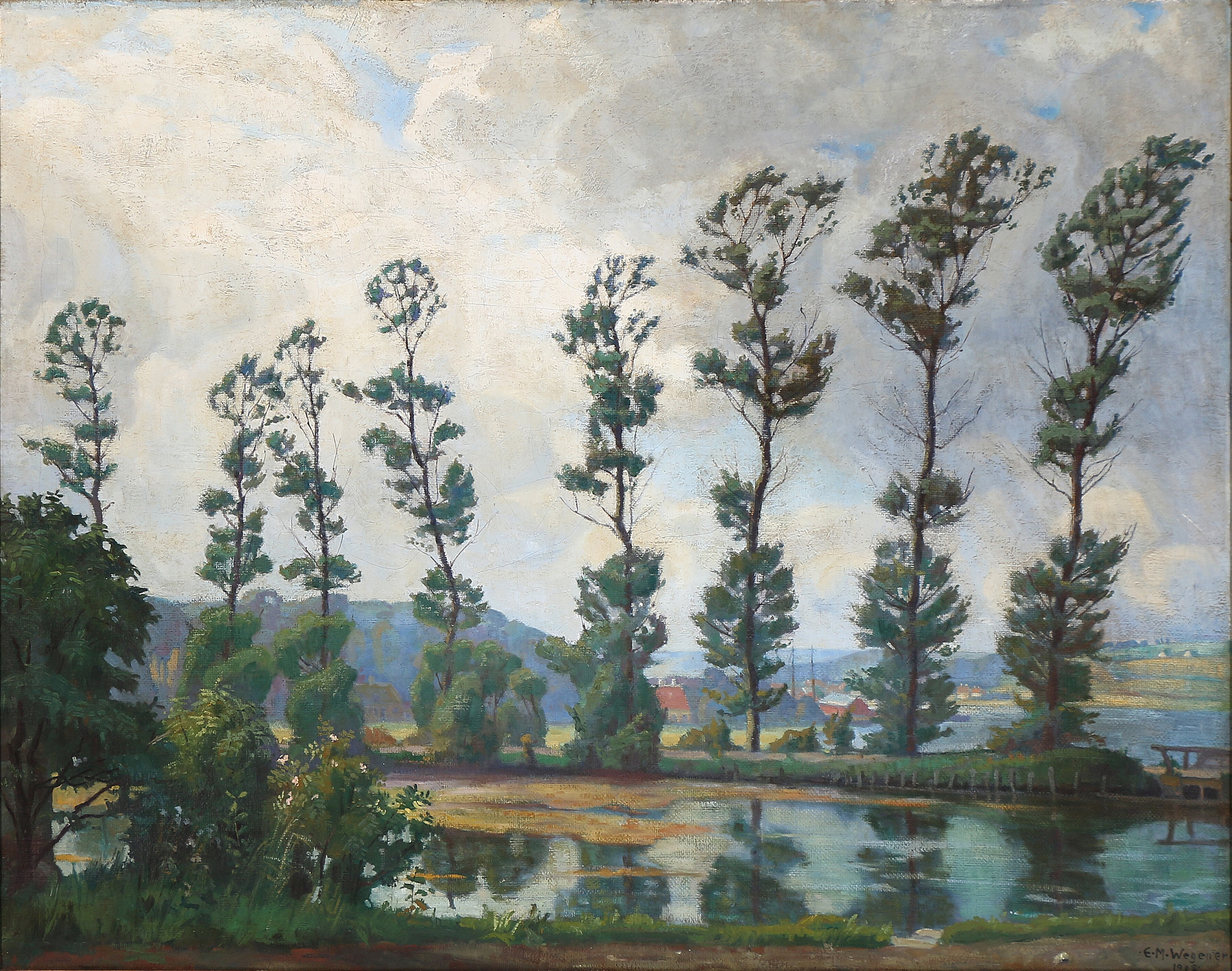
أناس على طول هوبرو فيورد من عام 1908 - مثال على أحد أعمال ليلي إلبه كرسام للمناظر الطبيعية

التقى إلبه بغيردا غوتليب عندما كانا طالبين في الأكاديمية الملكية الدنماركية للفنون الجميلة في كوبنهاغن، وتزوجا في عام 1904، عندما كانت غوتليب في التاسعة عشر من عمره وإلبي في الثانية والعشرين من عمرها., عملا كرسامين، مع اختصاص إلبه في لوحات المناظر الطبيعية، في حين رسمت غوتليب في الكتب ومجلات الموضة. سافرا عبر إيطاليا وفرنسا، واستقرا في نهاية المطاف في باريس في عام 1912، حيث كانت بإمكان إلبي أن تعيش بشكل علني كامرأة، وتعيش غوتليب كمثلية الجنس أو مزدوجة الميول الجنسية. حصلت إلبه على «جائزة نوهاوسنس» في عام 1907 وعرضت لوحاتها في معرض خريف الفنانين، في متحف الفن في فايله في الدنمارك، وفي «ذا صالون» و «صالون الخريف» في باريس. ويتم حاليا عرض لوحاتها في متحف الفن في فايله في الدنمارك.
بدأت إلبه في ارتداء ملابس النساء بعد أن أخذت مكان عارضة غوتليب الغائبة. طُلب منها أن ترتدي جوارب وكعوبًا حتى يمكن لساقييها أن تحل محل ساقي العارضة. شعرت إلبه بالارتياح بشكل مدهش في الملابس وبدأت تعرف حالها على انها امرأة. مع مرور الوقت، اشتهرت غوتليب برسومها للنساء الجميلات ذوات العيون اللوزية اللات يلبسن أزياء أنيقة. في عام 1913، صُدم جمهور الفن والرسامون حين إكتشفوا أن العارضة التي ألهمت تصورات غوتليب عن النساء القاتلات الصغيرات كان في الواقع زوجها إلبه.
خلال عشرينيات وثلاثينيات القرن العشرين، كانت إلبه تُعرف عن نفسها كامرأءة بانتظام حيث كانت تحضر العديد من الاحتفالات وتسللي وتستقبل الضيوف في منزلها. كانت تختفي في شوارع باريس في حشد من المحتفلين خلال الكرنفال، مرتدية أزياءها التي إرتدها كعارضة. في بعض الأحيان كان يتم تقديم إلبه من قبل غوتليب كأخت أينار عندما كانت ترتدي ملابس نسائية. ولم يعرف الحقيقة إلا أقرب أصدقائها بعد تحولها الجنسي.

## العمليات الجراحية وفسخ الزواج

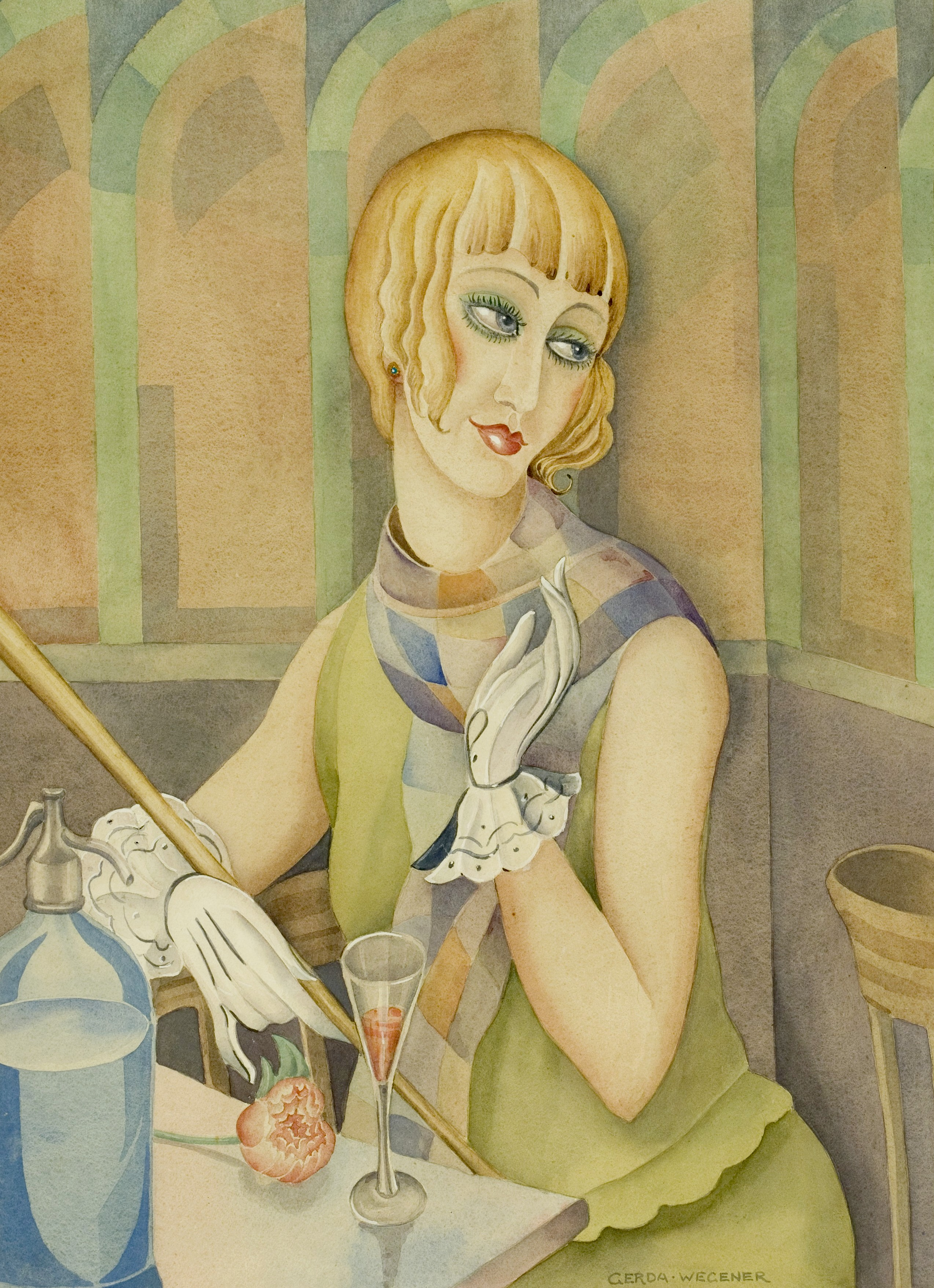
ليلي إلبه بريشة غيردا فيغينر

في عام 1930، سافرت إلبه إلى ألمانيا لإجراء جراحة إعادة تحديد الجنس، والتي كانت في مرحلة تجريبية للغاية في ذلك الوقت. أجريت سلسلة من أربع عمليات على مدى فترة سنتين. تم إجراء الجراحة الأولى، وإزالة الخصيتين، تحت إشراف عالم الجنس ماغنوس هيرشفيلد في برلين. تم تنفيذ بقية جراحات إلبي من قبل كورت فارنيكروس، وهو طبيب في عيادة دريسدن المحلية للنساء. كانت العملية الثانية هي زرع مبيض في عضلات البطن، والثالثة لإزالة القضيب وكيس الصفن، والرابعة لزرع الرحم وبناء القناة المهبلية.
في الوقت الذي خضعت فيه إلبه للعملية الجراحية الأخيرة، كانت قضيتها قد نالت شعبية وتأثيرا في صحف الدنمارك وألمانيا. أبطلت محكمة دنماركية زواجها من غيردا فيغينر في أكتوبر 1930، وتمكنت إلبه من تغيير جنسها وإسمها بشكل قانوني، بما في ذلك الحصول على جواز سفر باسم ليلي إلسي إلفينيس. توقفت عن الرسم، معتبرة أنه كان جزء من هوية أينار. بعد حل زواجهما، عادت إلبه إلى درسدن لإجراء عملية جراحية رابعة لها.
أصبحت إلبه ثاني امرأة متحوّلة جنسياً تخضع لتقنية غوهرباندت لتقويم المهبل في عام 1931، بعد أن خضعت دورا ريختر لنفس العملية. وقد قام الدكتور لودفيغ ليفي-لينز (1889-1966) في عام 1930 بعملية الإخصاء وبتر القضيب. تسببت هذه العمليات التحضيرية الأولى في بعض الأحيان في الارتباك حول تاريخ خضوعها لجراحة إعادة تحديد الجنس. تركت جراحة غوهرباندت بقايا من كيس الصفن سليمة، بهدف تعديلها إلى شفران في وقت لاحق، ولكن لأسباب غير واضحة، لم يحدث ذلك. وبدلاً من ذلك، استلم الدكتور كورت فارنيكروس (1882-1949) عملية إلبه في عيادة دريسدن للنساء. هناك، أدت جراحة تجميل الشفران والمراجعة الجراحية اللاحقة، في عصر ما قبل المضادات الحيوية، إلى وفاة إلبه من الالتهاب والتعفن في سبتمبر 1931.
كانت طقوس حرق الكتب في معهد البحوث الجنسية من قبل الطلاب النازيين في مايو 1933، وتدمير عيادة دريسدن للنساء وسجلاتها في غارات الحلفاء في فبراير 1945، وعملية التحول الجنسي نفسها التي تعتبر حينها كصنع الأسطورة قد تركت فجوات وتضاربات لا يمكن حلها أبداً في حكاية ليلي إلبه.

## موتها

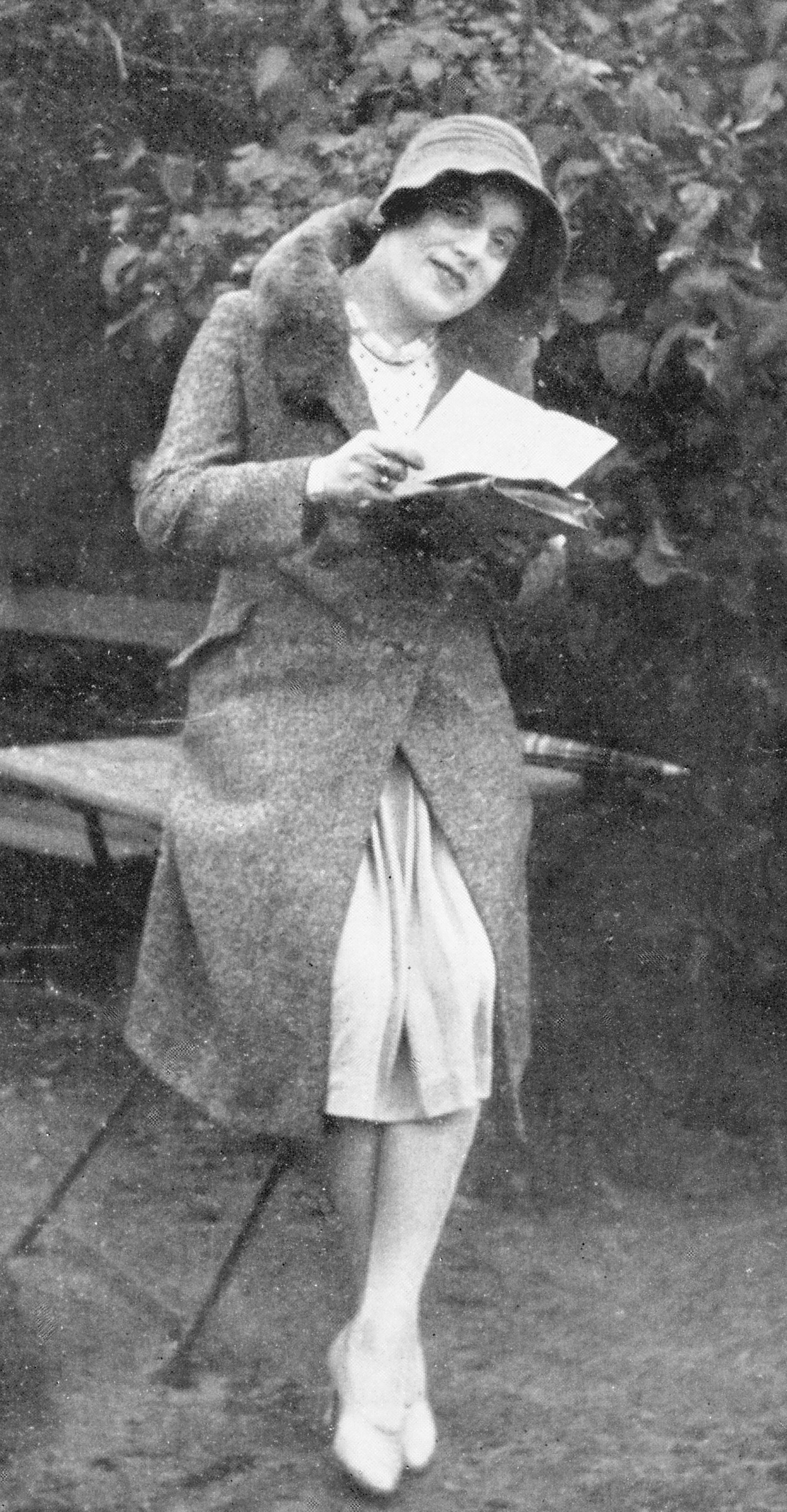
ليلي إلبه في عام 1930

بدأت إلبه علاقة مع تاجر الأعمال الفنية الفرنسي كلود ليجان، الذي أرادت أن تتزوجه وأن تنجب منه أطفالا. وكانت تتطلع لجراحتها النهائية التي تنطوي على زرع الرحم.
في حزيران/يونيو 1931، كانت عملية إلبه تتألف من زرع رحم وبناء مهبل، وكلاهما كانا إجراءين جديدان وتجريبيين في ذلك الوقت. إلا أن جهازها المناعي رفض الرحم المزروع، وأصيبت بالالتهاب والعدوى بسبب ذلك. توفيت في 13 سبتمبر 1931، بعد ثلاثة أشهر من الجراحة، بسبب سكتة قلبية ناجمة عن الالتهاب والعدوى.
دفنت إلبه في دريسدن، وتم تسوية قبرها في الستينيات. في أبريل 2016، تم تدشين شاهد قبر جديد لقبرها بتمويل من فوكس فيتشرس، شركة إنتاج فيلم الفتاة الدنماركية.

## في الثقافة الشعبية
يقدم مهرجان ميكس كوبنهاغن، وهو مهرجان سينمائي للأفلام الخاصة بمجتمع المثليين أربع جوائز «ليلي» سميت تيمنا باسم إلبخ.
في عام 2000، كتب ديفيد إبرشوف قصة الفتاة الدنماركية، وهي عبارة عن قصة خيالية عن حياة إلبه. كانت من أكثر الكتب مبيعا في العالم وترجمت إلإلبه لغة. في عام 2015، وتم إنتاجها في شكل فيلم، بنفس الاسم وهو الفتاة الدنماركية، من بطولة إيدي ريدماين في دور إلبي. لاقى الفيلم استقبالا حسنا في مهرجان البندقية السينمائي في سبتمبر عام 2015، على الرغم من أنه قد تعرض لانتقادات بسبب اختيار رجل غير متحول جنسيا لتمثيل دور امرأة متحولة جنسيا. لم يتناول كل من الرواية والفيلم بعض المواضيع بما في ذلك الميول الجنسية لغيردا فيغينر، والتي يتضح من الموضوعات في رسوماتها المثيرة بكونها إما مثلية الجنس أو مزدوجة الميول الجنسية، وتفكك علاقتها بإلبه بعد إبطال زواجهما.